# Đại học Chung-Ang
Đại học Chung-Ang (hay còn gọi là Đại học Trung ương, viết tắt là CAU) là một trường đại học tư thục danh tiếng có trụ sở ở Seoul. Theo tờ báo Korea Joongang Daily vào năm 2013, CAU xếp hạng thứ 8 trên khắp đất nước Hàn Quốc, đặc biệt đây là trường đại học số một quốc gia trong lĩnh vực sân khấu, điện ảnh và nhiếp ảnh. Bên cạnh đó, trường xếp hạng thứ 7 về danh tiếng, thứ 7 về các văn bản được công bố trên SCI và xếp hạng 4 về tỉ lệ trao đổi sinh viên ra nước ngoài (5,1%). Dựa theo thống kê các trường đại học trên thế giới của công ty Quacquarelli Symonds (QS) năm 2013, CAU xếp hạng thứ 12 ở Hàn Quốc và thứ 71 ở châu Á.
CAU được cấp phép thành trường đại học năm 1953, mặc dù lúc ban đầu đây là một trường mẫu giáo hệ thống tu viện năm 1918  và là một trường nữ sinh cho những giáo viên mẫu giáo từ năm 1922. Trường đại học tuyên bố năm 2018 sẽ là kỉ niệm 100 năm của họ. Trường có 33600 sinh viên đại học, 5200 sinh viên đã tốt nghiệp, 700 giáo sư và 500 cán bộ giáo viên làm việc bán thời gian.
CAU là trường đầu tiên ở Hàn Quốc mở các khóa học về Dược, Quản trị kinh doanh, Truyền thông đại chúng, Quảng cáo và Quan hệ công chúng, Nhiếp ảnh và Nghiên cứu Kịch và phim, và là trường đầu tiên ở Hàn Quốc mở các ngành đào tạo về Dược, Quản trị Thương mại, Quan hệ công chúng...

## Lịch sử

### Thành lập 1918-1932
Ngày thành lập của Đại học Chung-Ang được tính kể từ ngày ra đời của trường mẫu giáo Chung-Ang là một phần cũ của Giáo hội Giám lý Chung-Ang nằm ở Insa-dong, Jongno-gu, Seoul, vào tháng 4 năm 1918.
Trường mẫu giáo Chung-Ang Kindergarten có nguồn gốc là một nhánh của Giáo hội Jungdong vào năm 1916 và tách ra độc lập vào năm 1918.
Để hạn chế việc mở rộng, người Nhật tác động về pháp luật đối với các trường mẫu giáo trong năm 1922, nhưng vào năm 1924, các trường mẫu giáo bao gồm Susong, Kyungsung và Tae Hwa, và trường mẫu giáo ở Kaesong và Bình Nhưỡng đã được thành lập.

### Nghịch cảnh 1933-1945
Các quy ước xã hội trong những năm 1920, khiến cho trường trở nên khó khăn trong việc tuyển dụng sinh viên nữ để thiết lập và vận hành một chương trình đào tạo giáo viên, tạo ra một sự phát triển trong lịch sử thời đại của việc giảng dạy tại Hàn Quốc. Không nản lòng bởi các điều kiện khó nhằn, sinh viên tốt nghiệp đã được đưa lên các trường mẫu giáo trong thành phố bao gồm Hamhung, Hweryung, Busan, Masan, Jeonju, Anak, Cheonan, Sariwon, và Milyang. Vì vậy, chương trình đào tạo giáo viên mẫu giáo Chung-Ang đã có vai trò của một tổ chức giáo dục chuyên nghiệp.
Đến năm 1922, chương trình đào tạo giáo viên Chung-Ang, với sự hợp tác của Phong trào Giáo dục Cộng đồng của nhiều tổ chức chống lại Nhật Bản, được giới thiệu tới trường đào tạo giáo viên mẫu giáo. Mặc dù tình trạng pháp lý của trường đã được đăng ký như một trường tổng hợp, vị thế của nó trong nhận thức của xã hội được coi là tương đương với một trường đào tạo chuyên nghiệp với khóa học cử nhân 3 năm.
Trường Đào tạo giáo viên Chung-Ang sau khi cải cách tiếp tục vấp phải những chướng ngại trong việc quản lý. Với 10 học sinh, trường buộc phải chuyển nơi dạy đến một nhà riêng vào năm 1932 do hoàn cảnh cá nhân và tài chính của khâu quản lý, và vì người Nhật và đồng bọn tiếp tục âm mưu chia rẽ cộng đồng Hàn Quốc.
Vào năm 1933, Tiến sĩ Yim Young-Shin nắm quyền lãnh đạo và được chọn làm hiệu trưởng ở tuổi 34. Bà đã tốt trường nữ sinh Kijeon, và trước đó đã bị bỏ tù 6 tháng vì ủng hộ Phong trào Độc lập Samil ở Jeonju. Sau đó bà tốt nghiệp ở trường trung học Kwangdoo ở Nhật Bản và nhận được bằng Thạc sĩ về Khoa học Xã hội và Nhân văn ở Hoa Kỳ. Bà đã gửi một bức hình tai tiếng về người Nhật Bản đang tàn sát người Hàn Quốc trong trận động đất ở Gwandong cho tiến sĩ Syngmman Rhee, người đã tổ chức Phong trào Độc lập Hàn Quốc ở Hoa Kỳ.
Khi trở về Hàn Quốc vào tháng 1 năm 1932, sau 9 năm ở Mỹ, bà quyết định sẽ cống hiến bản thân mình cho quốc gia, lúc này vẫn dưới quyền Nhật Bản. Trong chuyến làm việc ở nước ngoài của mình với vai trò đầu tiên là Giám đốc của YWCA, bà nhận ra mình phải bắt đầu với việc giáo dục để cứu những người dân.
Khoản tiền tiết kiệm 30.000 đô la Mỹ kiếm được từ việc trồng trọt, lái xe tải, và bán rau cải ở Mỹ của bà được dùng để mua một nơi ở Heukseok-dong và xây một ngôi trường, và trường đào tạo giáo viên Chung-Ang đã được chuyển về đó. Nhờ có tiến sĩ Yim Young-Shin, Chung-Ang đã bắt đầu dự tính tới việc trở thành cái nôi của ngành giáo dục quốc dân.
Mặc dù đã được dời địa điểm dạy học đến Heukseok-dong những trưởng đào tạo giáo viên Chung-Ang vẫn thiếu thốn về cơ sở vật chất. Vì vậy, tiến sĩ Yim Young-Shin đã thuê trường Pearson Bible để tổ chức các lớp học. Tuy nhiên, điều kiệu tài chính cá nhân của tiến sĩ Young-Shin Yim cũng có giới hạn, và vì Nhật Bản đã cấm những sự tài trợ, sự pháp triển của trường tiếp tục phải đối diện với khó khăn về mặt tài chính.
Tin rằng giải pháp duy nhất chính là gây quỹ ở Hoa Kỳ, Tiến sĩ Yim Young-Shin đã làm việc để thu hút những số tiền đóng góp từ Mỹ. Kết quả là bà đã có thể trở về sau khi thành lập Tổ chức Pfeiffer ở Mỹ để hỗ trợ tài chính cho Trường đào tạo giáo viên Chung-Ang.
Vì vậy, các tòa nhà bằng đá đầu tiên được dựng lên trên các căn cứ của Heukseok-dong vào tháng 4 năm 1937, để trở thành Hội trường Young-Shin sau khi hoàn thành hồi tháng 5 năm 1938, mà ngày nay, hình thành trung tâm của Chung-Ang.
Các học sinh sau đó đã tìm được Cộng đồng Giáo dục Mẫu giáo Chosun và chịu trách nhiệm về kế hoạch giáo dục xã hội thông qua các buổi hòa nhạc, kịch và các hoạt động văn học.
Năm 1937, Nhật Bản tiến hành chiến tranh với Trung Quốc, và trong năm 1941 đã tấn công Trân Châu Cảng, báo hiệu sự bắt đầu của chiến tranh Thái Bình Dương. Trường Đào tạo Giáo viên Chung-Ang đã được nhắm đến là một mục tiêu nặng ký bời vì Tiến sĩ Yim Young-Shin đã được học tập ở Mỹ, và là một con chiên ngoan đạo.
Đơn vị Truyền thông của Quân đội Nhật Bản đã cố gắng để bao vây ngôi trường, nhưng nỗ lực của họ đã bị chặn lại bởi sự kháng cự mạnh mẽ của tiến sĩ Yim Young-Shin. Vào cuối Thế chiến thứ 2, dưới sức ép của lực lượng Nhật Bản, nhà trường đã không còn có thể nhận học sinh mới, và các trường học bị đóng cửa trong năm 1944.

### Xây dựng và phát triển trường Đại học Tổng hợp 1946-1955
Vì Nhật Bản đã bị bại trận và Hàn Quốc được giải phóng, Tiến sĩ Yim đã mở cửa trường Đào tạo Giáo viên Chung-Anh lại vào ngày 28 tháng 9 năm 1945, và thành lập phương châm của trường, "Sống trong sự thật, sống cho công lý".
Và ngày 1 tháng 10 cùng năm đó, trường Đào tạo Giáo viên Chung-Ang đã được sửa sang lại dưới tên gọi Trường Nữ sinh Chuyên nghiệp Chung-Anh, và Lễ Nhập học đã được tổ chức kèm theo. Quỹ Viện Văn hóa Chung-Anh được thành lập vào tháng 11 năm 1946 và giấy đăng ký hợp pháp của nó được hoàn thành vào tháng 8 năm tiếp theo.
Vào tháng 4 năm 1947, trường lại một lần nữa chỉnh đốn lại thành Trường Cao đẳng Chung-Ang cho Nữ sinh, và sau đó là trường Cao đẳng Chung-Ang vào tháng 5 năm 1948, thiết lập bản thân thành một tổ chức hợp tác giáo dục.
Trong khi Tiến sĩ Yim phục vụ như là một nhà ngoại giao quốc gia trong Liên Hợp Quốc, có được sự chứng thực của họ để xây dựng một đất nước mới, cô cũng tiếp tục những nỗ lực của mình trong việc phát triển các trường đại học, và được bổ nhiệm làm Hiệu trưởng và Chủ tịch Hội đồng.
Mặc dù trường đã tổ chức lễ trao Bằng Cử nhân đầu tiên vào tháng 5 năm 1950, nó đã quay trở lại trạng thái đóng cửa vô thời hạn do sự phát sinh của cuộc chiến tranh Hàn Quốc ngày 25 tháng 6. Sinh viên đã được nhận lại cho tới sự việc đòi lại quốc gia ngày 28 tháng 9, nhưng ngay sự kiện đáp trả của quân đội Đồng Minh Hàn Quốc ngày 4 tháng 1.
Sau khi Tiến sĩ Yim về nước tháng 4 năm 1951 sau khi tập huấn nhiệm vụ ngoại giao của mình ở Mỹ, trường bắt đầu giảng dạy ở Song-do, Busan. Sau đó, trường thành lập chi nhánh ở Iri và Seoul, và đã dạy học luôn ở đó.
Cao đẳng Chung-Ang tiếp tục cung cấp kiến thức trong khoảng thời gian chiến tranh. Kết quả là Lễ trao Bằng Cử nhân Lần thứ hai, ba và bốn đã được tổ chức trong những năm chiến tranh tại Busan, năm 1951, 1952 và 1953.
Cao đẳng Chung-Ang, nơi đã tiếp tục cung cấp kiến thức trong suốt cuộc sơ tán ở Busan, được công nhận là một trường đại học tổng hợp vào tháng 2 năm 1953. Vì vậy, với chín phòng ban thuộc dưới sự giảng dạy của 4 thành phần giảng viên bao gồm cả trường Cao đẳng Nghệ thuật tự do và Khoa học, Đại học Luật, Đại học Kinh doanh và Đại học dược, và một trường tốt nghiệp, Tiến sĩ Yim đã được bổ nhiệm làm Thủ tướng của trường.
Các giảng viên giảng dạy di chuyển từ Busan trở về vị trí ban đầu ở Heukseok-dong, Seoul vào tháng 8, sau tuyên bố ngừng bắn trong chiến tranh Triều Tiên vào tháng 7 cùng năm. Tuy nhiên, các bài giảng phải dạy trong các tòa nhà tạm thời vì trường học vẫn còn bị quân đội Mỹ chiếm đóng. Trang web cuối cùng đã được phục hồi sau một học kỳ vào tháng 4 năm 1954, và khu vực tổ chức lại cho sự phát triển của các trường đại học. Cuối cùng nơi này cũng được phục hồi sau một học kỳ vào tháng 4 năm 1954, và khu vực này đã được sửa sang lại cho sự phát triển của trường đại học.
Trường đại học tiếp tục bành trướng với quy mô 19 phòng ban dưới 4 nhóm giảng viên, và số học sinh lên đến 2.850 trong khoảng 1955 và 1959.
Để đáp ứng được số phòng ban và sinh viên ngày càng tăng, một tòa nhà 4 tầng, Pfeiffer Hall, đã được xây dựng cao khoảng 2.500 pyeong vào năm 1956m và Thư viện Chung-Ang cất lên thành 3.800 pyeong vào năm 1959.
Đồng thời, Viện Nghiên cứu Văn hóa Quốc tế được thành lập để tăng cường hoạt động nghiên cứu.
Các mối quan hệ đối tác đã được rèn luyện với Trường Trung học cơ sở Young-Shin, Trường Trung học cơ sở Nữ sinh Young-Shin, Trường Trung học cơ sở Nakyang, Trường Trung học Kỹ thuật Nakyang.

### Chuẩn bị cất cánh 1956-1979
Năm 1960 chứng kiến cuộc Cách mạng 19.4, nơi các sinh viên CAU được giáo dục theo phương châm "Sự thật và công lý" phản đối cuộc bầu cử gian lận 15.3. Hơn nữa, bất chấp nhiều thách thức phải đối mặt với các chính sách kiểm soát ảnh hưởng đến việc tuyển sinh cho việc cải thiện chất lượng đã xác nhận của các trường đại học, được giới thiệu trong sự trỗi dậy của cuộc đảo chính ngày 16.5 năm 1961, CAU đã có thể bổ nhiệm Tiến sĩ Yim Sung-Hee làm thủ tướng thứ hai vào ngày 2 tháng 10 năm 1961. Tuy nhiên, Tiến sĩ Yim Young-Shin đã được tái bổ nhiệm làm thủ tướng thứ ba, cô đã có thể tiếp tục đảm bảo sự ổn định nội bộ của trường đại học.
Vào tháng 1 năm 1965, trường Cao đẳng Nghệ thuật tự do và khoa học đã được tách ra thành trường Cao đẳng Nghệ thuật tự do, trường Đại học Khoa học & Kỹ thuật và Đại học Giáo dục, trong khi trường Đại học Luật, Đại học Kinh doanh và Đại học Dược được kết hợp để tạo thành sáu trường cao đẳng. Hơn nữa, trường trung học hợp tác đã được đổi tên liên kết với trường Cao đẳng Giáo dục, và một trường tiểu học liên kết mới được thành lập nhờ Quỹ, cho phép việc cung cấp một triết lý giáo dục chặt chẽ từ tiểu học đến đại học.
Vào tháng 2 năm 1967, Trường Đại học Phát triển Xã hội được thành lập để đào tạo các chuyên gia và thúc đẩy liên kết công nghiệp. Năm 1968, trường đại học một lần nữa được tổ chức lại thành tám nhóm giảng viên, bao gồm cả trường Cao đẳng Nghệ thuật tự do, trường Đại học Khoa học & Kỹ thuật, Đại học Giáo dục, Đại học Luật, Đại học Khoa học Chính trị và Kinh tế, Trường Cao đẳng Quản trị Kinh doanh, Trường Cao đẳng Nông nghiệp, và trường Cao đẳng Dược, để hệ thống hoá giáo dục ảnh hưởng đến các tổ chức liên kết.
Trường Cao đẳng Y học đã được thiết lập vào tháng 12 năm 1971, và Bệnh viện Shim Sung, có trụ sở tại Chung-gu, Seoul, được thành lập như một bệnh viện liên kết.
Tháng 7 năm 1961 chứng kiến sự xây dựng của Hội trường Jin Sun trên khoảng 1.400 pyeong, và Nhà hát Đại học trên 1.920 pyeong. Vào tháng 10 cùng năm, Hội trường Phát triển Xã hội được xây dựng trên 1.600 pyeong. Để đánh dấu kỷ niệm 50 năm vào năm 1968, các tài liệu lưu trữ đã được sửa sang lại. Đài tưởng niệm Rồng Xanh đã được dựng lên với sự bảo vệ và các văn bản cho 100 năm tới, và Hội trường Seungdang được xây dựng. Hội trường Bobst, cap 3.200 pyeong, được xây dựng vào năm sau, tháng 12 năm 1969. Bệnh viện Sung Shim cao 1.395 pyeong cũng có liên kết.
Trong thời gian này, người sáng lập CAU, Tiến sĩ Yim Shin-Young đã trên 70 tuổi và làm một khối lượng công việc thể chất mệt mỏi. Vì vậy, bà đã yêu cầu Tiến sĩ Yim Soon Chull tiếp nối thành công của mình ở vị trí là thủ tướng thứ tư của CAU.
Trường Cao đẳng Nghệ thuật tự do và Đại học Khoa học và Kỹ thuật của CAU được cơ cấu lại thành trường Cao đẳng Nghệ thuật tự do và khoa học và Cao đẳng Kỹ thuật vào năm 1972. Trong lĩnh vực nghệ thuật, Chung-Ang sáp nhập với Cao đẳng Nghệ thuật Seorabol, được thành lập do Viện Nghệ thuật Seorabol, vào tháng 6 năm 1972, và tiếp tục được chỉnh đốn lại việc thành lập dưới tên Cao đẳng Nghệ thuật vào năm 1974. Hai trường liên kết được xây dựng vào năm 1978, và các trường đại học Quản lý Quốc tế và Trường Đại học Giáo dục thiết lập vào tháng 1 năm 1979.
Hội trường Jin Sun đã được mở rộng trong tháng 10 năm 1972 để xây dựng lên cao 3.100 pyeong giống như Hội trường Seorabol, và 2.400 pyeong dành cho việc xây dựng Hội trường Natural như một phần của Trường Đại học Y năm 1974. Tòa nhà của hội Sinh viên được xây dựng vào tháng 12 năm 1976 trên 2.000 pyeong, vào tháng 6 năm 1978, một phụ lục mới cung cấp trên 1.450 pyeong cho Bệnh viện liên kết Sung Shim, có trụ sở tại Pil-dong, Chung-gu, Seoul.
Vào tháng 2 năm 1977, Tiến sĩ Yim Young-Shin, người thành lập ra CAU qua đời.
Vào tháng 3 năm 1980, giảng đường, ký túc xá và hội Sinh viên được xây dựng trên 2.417 pyeong, 1.706 pyeong, và 597 pyeong tương ứng ở Anseong-si, Gyeonggi-do, tạo ra khuôn viên trường Anseong.

### Khó khăn sau khi mở rộng 1980-1986
Sau khi kết thúc nhiệm kỳ của ông là thủ tướng, Tiến sĩ Yim Soon Chull, đã được thay thế bởi Giáo sư Triết học, Tiến sĩ Lee Suk-Hee, là vị thủ tướng thứ năm trong năm 1980.
Trường Đại học Báo chí được thành lập vào tháng 11 năm 1980 để cung cấp khóa đào tạo cho các nhà báo chuyên nghiệp, và Heukseok-dong được trang bị các cơ sở vật chất giáo dục phù hợp. Trong tháng 12, một phụ lục 0,9 mẫu Anh được xây dựng cho bệnh viện liên kết để cải thiện môi trường giáo dục tại trường Cao đẳng Y khoa.
Những cải tiến cho các trang thiết bị đã không chỉ giới hạn trong khuôn viên Seoul, mà còn đáng chú ý trong khuôn viên Anseong.
Trong tháng 10 năm 1981, các khoa trong Anseong được tổ chức lại thành trường Đại học Ngoại ngữ, Đại học Khoa học Xã hội và Đại học Kinh tế gia đình. Chỗ ở Seoul được xem là trường đại học chính, và chỗ ở Anseong chỉ được xem là phụ. Ngoài ra vào tháng 10 năm 1981, Phòng ban Âm nhạc đã được tách từ trường Cao đẳng Nghệ thuật vừa được thành lập thành trường Cao đẳng Âm nhạc. Trường Cao đẳng Nông nghiệp được tổ chức lại như trường Đại học Khoa học công nghiệp, và trường đại học Kỹ thuật Xây dựng bổ sung vào danh sách của các khoa vào tháng 9 năm 1983. Sau khi thành lập trường Cao đẳng Kỹ thuật Xây dựng trong khuôn viên ở Anseong, vào tháng 10 năm 1984, trong khuôn viên trường đã có bảy trường cao đẳng.
Trong tháng 11 năm 1982, Trung tâm Nghiên cứu Giáo sư được xây dựng trên 636 pyeong, và 626 pyeong còn lại của trường Đại học Thí nghiệm Nông nghiệp khu vực. Trong tháng 12, việc xây dựng cho trường Đại học Nghệ thuật lên đến trên 4,874 pyeong. Tiếp tục đầu tư, 1.192 pyeong cho khu vực giảng đường trường Cao đẳng Âm nhạc, 714 pyeong cho khu vực lắp ráp, và 423 pyeong cho hồ bơi được thành lập vào tháng 8 năm 1983. Vào tháng 9, phòng tập thể dục đã hoàn thành hơn 655 pyeong. Trong tháng 12 năm 1984, tòa nhà cao 1145 pyeong đã được dựng lên cho trường Cao đẳng Âm nhạc, và cuối cùng, 5.068 pyeong đưa ra cho các giảng viên nơi cư trú thứ ba. Và cuối cùng, trường đã có một cái nhìn bề ngoài hiện đại.
Tiến sĩ Moon Byong Jip đã tiếp quản tiến sĩ Lee Suk Hee trở thành vị thủ tướng thứ 6 vào tháng 3 năm 1985.
Tiến sĩ Moon Byong Jip bắt đầu tổ chức lại hệ thống điều hành quản lý. Văn phòng Kế hoạch nghề nghiệp được thành lập. Sự quản lý của Viện Văn hóa Chung-Ang và Trung tâm y tế cũng đã được sửa đổi. Các phòng ban của Ngôn ngữ & Văn học Pháp và Ngôn ngữ & Văn học Nhật Bản đã được cài đặt lại, và các Sở Thông tin công nghiệp được tạo ra. Việc xây dựng một thư viện trung tâm trong khuôn viên thứ hai cũng được tiến hành.

### Nhận thức tầm nhìn 2008
Tiến sĩ Park Bum Hoon đã được bổ nhiệm làm Chủ tịch trường Đại học thứ 12 vào tháng 2 năm 2005. Vì đây là chức vụ đầu tiên trong cuộc bầu cử, ông giám sát những đánh giá của Hội đồng Giáo dục Đại học Hàn Quốc, tiếp thị vốn, BK21, thành lập Trường Đại học Luật Chuyên nghiệp, và các doanh nghiệp quốc gia khác.
Chuyển dịch cơ cấu của Khoa Công nghệ Khoa học Giáo dục, vốn đã là vấn đề lớn nhất đang chờ giải quyết, đã rất thành công, nó đã được đề cử với một trường đại học hàng đầu và được duy trì nhận tài trợ (9.100.000.000 won) có thể so sánh với các trường đại học là đối thủ cạnh tranh lớn, bất chấp khoảng thời gian tập sự 1 năm của nó.
Sau khi tái cơ cấu chương trình đại học, tuyển dụng học viên mới, bản đăng ký của sinh viên hiện tại, tình hình tài chính và hồ sơ quản lý tổng thể của ba trường chuyên nghiệp và 11 trường chuyên biệt, được phân tích để xác định các khu vực cải tiến và nâng cao chất lượng giảng dạy. Như vậy, 32 trong số 42 nhân viên từ các trường chuyên nghiệp và các trường chuyên ngành đã được điều động đến các trường đại học nói chung, và 10 vị trí được tiêu giảm. Các thành viên được bố trí cho các trường đại học nói chung đã được đào tạo để phục vụ như những hình mẫu chính trong việc hình thành Nhóm Nghiên cứu Ưu tiên (Nhân viên) cho sự thành lập của chế độ nghiên cứu trung tâm.
DRAGON 2018(2001-2004),là kế hoạch phát triển được đưa ra bởi chủ tịch trường đại học thứ 11 nhằm đưa trường hướng về tầm nhìn mục tiêu của Lễ kỉ niệm 100 năm, đổi tên thành CAU2018+(2005–2008). CAU2018 + liệt kê các chỉ số định giá cho các ngành công nghiệp khác nhau và các nguồn thu ngân sách dự kiến chi tiết. Để thực hiện các mục tiêu, CAU2018 + đã chia làm hai giai đoạn.
Trong bốn năm đầu tiên của nhiệm kỳ của Tiến sĩ Park Bum Hoon, nguồn lực được đầu tư mạnh vào thiết bị giáo dục/nghiên cứu. Do đó, Hội trường Luật lớn nhất của quốc gia được xây dựng vào tháng 2 năm 2007, và một kế hoạch tổng thể được lập cho việc xây dựng các Trung tâm Dược và Khoa học Tự nhiên R & D xung quanh lối vào chính ở khu 1, và một trung tâm kỹ thuật R & D bởi Phòng tập thể dục.
Trong năm 2008, Đề mục Thực hành Truyền thông được thành lập ở Hội trường Luật, và 400 phường bổ sung gia tăng được cài đặt trong các bệnh viện liên kết. Theo đó, kế hoạch Xây dựng Chung-Ang, bao gồm trong Kế hoạch Phát triển CAU2018+ đã được thiết lập trong việc vận hành.
Trong tháng 11 năm 2007, việc ủy quyền được hiện hành từ Hannam-si, để phát triển vị trí thứ 3, khuôn viên Hannam. Trại Colbern mà trước đây đã từng là căn cứ chiếm đóng cao 86.000 pyeong của quân đội Mỹ sẽ được cải tạo cho mục đích này. Một nhóm nghiên cứu sẽ được phân công mỗi lĩnh vực chủ đề để giám sát việc quản lý.
244 cán bộ giáo viên toàn thời gian đã được tuyển dụng khoảng giữa năm 2005 và 2009, và trong học kỳ đầu của năm 2009, có thêm 25 cán bộ giáo viên nữa được tuyển vào (bao gồm cả bán thời gian và toàn thời gian.
Đại học Luật và Dược đã được thành lập vào tháng 3 năm 2009.
40 tỉ won quỹ phát triển, 166,3 tỉ won tiền trợ cấp nghiên cứu bên ngoài và 17,3 tỉ won trong tiền viện trợ chính phủ cung cấp cho các doanh nghiệp được tài trợ được đảm bảo trong vòng 4 năm kể từ ngày nhậm chức của Tiến sĩ Park Bum Hoon. Tổng số tiền 223,6 tỉ won là khoảng chi lớn nhất trong lịch sử của trường đại học.
Vào tháng 5 năm 2008, công ty toàn cầu, Doosan Group, được thành lập như một tổ chức giáo dục, và Park Yong-Sung được bầu làm Chủ tịch thứ 9 của Hội đồng quản trị.
Sự bổ nhiệm của Chủ tịch Park, người đã thương lượng về việc thay đổi ngành của Doosan Group từ sản phẩm tiêu dùng trở thành công nghiệp nặng, tượng trưng cho sự tái sinh của đại học Chung-Ang. Trong 80 ngày nhậm chức, một cuộc họp với các cán bộ giáo viên đã được tổ chức vào ngày 27 tháng 8 năm 2008, nơi mà Kế hoạch Phát triển CAU2018+ giai đoạn giữa được thông báo cùng với định hướng chiến lược mới về "Sự lựa chọn và Đóng góp, Tăng cường Khả năng Quản lý, Thành lập Cơ cấu Vòng tròn Đạo đức".
Hệ thống Quản lý Bằng đã được tăng cường để khuyến khích học sinh học tập chuyên cần, vì để được tốt nghiệp, sinh viên phải hoàn thành một mức độ tối thiểu trong những môn học bắt buộc như Anh ngữ và Kế toán.
Để hỗ trợ loại nghiên cứu này, giáo dục và thực hành hiệu quả hơn, Trung tâm R & D của trường Đại học Dược và Ký túc xá mới cho sinh viên đã được xây dựng, Thư viện Trung tâm được cải tạo, và bệnh viện được mở rộng cho phù hợp với 300 phường bổ sung.
Những dự án nghiên cứu cũng được hỗ trợ bởi Ủy ban chuyên biệt nhằm tăng cường khả năng tiếp cận thị trường của những nghiên cứu.
Nhiều thay đổi đã nhận được thành quả khi sáu công ty mới được chỉ định trong giai đoạn hai của doanh nghiệp BK21, và ngân sách 6 tỉ won được tài trợ cho nhóm nghiên cứu hàng đầu, nhờ vậy thực hiện được chiến lược "Sự lựa chọn và Đóng góp".
Hệ thống bầu cử thủ tướng công khai đã bị bãi bỏ, và thay vào đó là hế thống bổ nhiệm. Do đó, thủ tướng thứ 12, Tiến sĩ Park Bum Hee, đã được tái bổ nhiệm làm tổng thống thứ 13 nhiệm kỳ tiếp theo.
Dự án lớn nhất đã được Tiến sĩ Park Bum Hee và công ty thực hiện là sự thành lập của khuôn viên Hannam. Năm 2007, Biên bản ghi nhớ đã được trao đổi với Hannam, và do đó sự chuẩn bị cho khuôn viên Hannam đã được tiến hành ngay.
Vào tháng 2 năm 2009, Đại học Chung-Ang, với tư cách là một tổ chức tổng hợp, đã cho ra đời một trường đại học chung, 5 trường đại học chuyên nghiệp, 11 trường đại học chuyên biệt, 18 trường Cao đẳng Modularize trong các khuôn viên giữa Seoul và Anseong, và phát hành 147.196 Bằng Cử nhân, 29.940 Bằng Thạc sĩ và 4.275 Bằng Tiến sĩ.

## Ngành và chuyên ngành

### Chương trình đại học
Các phòng ban đã được tổ chức lại thành 5 khoa, 10 trường cao đẳng và 48 khoa / bộ phận:
| Chương trình đại học | Nhân văn và Khoa học Xã hội   | Nhân văn, Khoa học xã hội, Giáo dục |   |                       |                       |   |        |             |   |                                 |                      |
| Chương trình đại học | Khoa học tự nhiên và kỹ thuật | Khoa học tự nhiên, Kỹ thuật         | - | Kinh doanh và Kinh tế | Kinh doanh và Kinh tế | - | Y Dược | Dược, Y học | - | Nghệ thuật và Khoa học Thể thao | Nghệ thuật, Thể thao |

#### Chương trình đại học
① Nhân văn và Khoa học Xã hội
| - | Cao đẳng | Trường/ngành | - | Nhân văn | • Bộ Ngôn ngữ và Văn học Hàn Quốc • Bộ Ngôn ngữ và Văn học Tiếng Anh • Trường Ngôn ngữ và Văn hóa châu Âu • Ngôn ngữ và Văn học Đức • Ngôn ngữ và Văn học Pháp • Ngôn ngữ và Văn học Nga • Trường Ngôn ngữ và Văn hóa châu Á • Ngôn ngữ và Văn học Nhật Bản • Ngôn ngữ và Văn học Trung Quốc • So sánh Tác phẩm văn học • Bộ Triết học • Khoa Lịch sử | - | Khoa học Xã hội | • Sở Khoa học Chính trị và Quan hệ Quốc tế • Khoa Dịch vụ Công cộng • Khoa Tâm lý • Sở Khoa học Thư viện và Thông tin • Trường Phúc lợi xã hội • Phúc lợi xã hội • Phúc lợi trẻ em • Nghiên cứu Thanh Niên • Phúc lợi Gia đình • Trường thông tin đại chúng • Khoa Xã hội học • Sở Quy hoạch đô thị và Bất động sản | - | Giáo dục | • Sở Giáo dục • Sở Giáo dục Mầm non • Sở giáo dục tiếng Anh • Sở Giáo dục Kinh tế gia đình • Sở Giáo dục thể chất |

② Khoa học tự nhiên và kỹ thuật
| - | Cao đẳng | Trường/Bộ | - | Khoa học Tự nhiên | • Khoa Vật lý • Khoa Hóa • Trường Khoa học sinh học • Khoa học đời sống • Khoa học y sinh • Khoa Toán • Trường Tài nguyên Sinh học và Khoa học Sinh học (Anseong) • Động vật Khoa học và Công nghệ • Khoa học Cây trồng Tích hợp • Trường Thực phẩm và Công nghệ (Anseong) • Khoa học và Công nghệ Thực phẩm • Thực phẩm và Dinh dưỡng | - | Kỹ thuật | • Trường Dân sự và Kỹ thuật môi trường, thiết kế đô thị và nghiên cứu • Kỹ thuật Xây dựng và Môi trường • Thiết kế đô thị và nghiên cứu • Trường Kiến trúc và Xây dựng Khoa học • Trường Kỹ thuật hóa học và Khoa học Vật liệu • Trường Cơ khí • Trường Điện và Điện tử Kỹ thuật • Trường Khoa học máy tính và Kỹ thuật • Trường hợp nhất kỹ thuật |

③ Quản lý và Kinh tế
| - | Cao đẳng | Trường/khoa | - | Kinh doanh và Kinh tế | • Trường Quản trị Kinh doanh • Trường Kinh tế • Sở Thống kê ứng dụng • Sở Quảng cáo và Quan hệ công chúng • Cục Hậu cần quốc tế (Anseong) • Trường kiến thức dựa trên quản lý (Anseong) |

④ Y Dược
| - | Cao đẳng | Trường/Bộ | - | Dược phẩm | • Đại học Dược | - | Y học | • Trường Y | - | Điều dưỡng | • Sở Điều Dưỡng |

⑤ Nghệ thuật và Khoa học Thể thao
| - | Cao đẳng | Trường/Bộ | - | Nghệ thuật | • Trường Hiệu suất phim sáng tạo • Viết sáng tạo (Anseong) • Nhà hát • Nghiên cứu phim • Nhiếp ảnh và truyền thông (Anseong) • Khiêu vũ (Anseong) • Nhà hát và Thiết kế phim • Trường Nghệ thuật (Anseong) • Tranh Hàn Quốc • Sơn • Điêu khắc • Trường Thiết kế (Anseong) • Thiết kế truyền thông trực quan • Thiết kế công nghiệp • Thiết kế thời trang • Nhà ở và Thiết kế nội thất • Thủ công mỹ nghệ • Trường Âm nhạc (Anseong) • Thành phần • Giọng hát • Piano • Dàn nhạc • Trường Nghệ thuật truyền thống (Anseong) • Âm nhạc Hàn Quốc • Trình diễn nghệ thuật | - | Thể thao | • Trường Khoa học Thể thao (Anseong) |

### Chương trình sau đại học
Các chương trình sau đại học tại Đại học Chung-Ang được phân loại thành Đại học chung, Đại học Chuyên nghiệp và Đại học chuyên ngành.
| Phân loại                | Thể loại      | Đại học |
| ------------------------ | ------------- | --- |
| Chương trình sau đại học | Chung         | • Trang chủ |
| Chương trình sau đại học | Chuyên nghiệp | • Đại học Nghiên cứu Quốc tế • Đại học Khoa học Hình ảnh Cao cấp, Đa truyền thông và Phim ảnh • Đại học Quản lý Quốc tế • Đại học Dược • Đại học Luật |
| Chương trình sau đại học | Chuyên ngành  | • Đại học Phát triển Xã hội • Đại học Giáo dục • Đại học Truyền thông Đại chúng (Phát thanh) • Đại học Kỹ sư Xây dựng • Đại học Quản trị Xã hội • Đại học Quản lý Kinh doanh và Công nghiệp • Đại học Công nghệ Thông tin • Đại học Quản trị Thực phẩm và Thuốc • Đại học Nghệ thuật • Đại học Giáo dục Âm nhạc Hàn Quốc • Đại học Phát triển Tiềm năng Con người |

### Chương trình kết hợp danh dự
Chương trình kết hợp cho phép học sinh theo đuổi hai chuyên ngành của hai lĩnh vực học thuật khác nhau.
| Chương trình liên kết | Bộ phận giám sát | Bộ phận tham gia | - | Quản lý Công nghiệp dịch vụ ăn uống | Cục Thực phẩm và Dinh dưỡng | Đại học Khoa học xã hội Quản trị Kinh doanh Thương mại quốc tế ∙ ∙ Kế toán chính trường Cao đẳng Khoa Sinh thái học con người của thực phẩm và dinh dưỡng ∙ Phòng Nghiên cứu nhà ở | - | Quản lý phân phối | Cục Công nghệ công nghiệp | Trường Cao đẳng Công nghiệp Khoa học Phòng Công nghệ Công nghiệp ∙ Phòng Đô thị & Cao đẳng Quy hoạch Vùng Nghệ thuật Phòng Thiết kế công nghiệp Đại học Khoa học xã hội Quản trị Kinh doanh ∙ Thương mại quốc tế chính trường Sinh thái Nhân văn Khoa Thực phẩm và Dinh dưỡng ∙ Phòng Quần áo và Dệt may | - | Quản lý Bất động sản tài sản | Phòng Đô thị và quy hoạch vùng | Đại học Luật Khoa Luật Trường Đại học Công nghiệp Khoa học Phòng Công nghệ Công nghiệp ∙ Thương mại quốc tế chính trường Sinh thái Nhân văn Khoa Thực phẩm và Dinh dưỡng ∙ Phòng Quần áo và Dệt may | - | Quản lý công nghiệp | Quản lý Hành chính | Đại học Luật Khoa Luật Trường Đại học Giáo dục Khoa Kinh tế ∙ Phòng Hành chính Trường Đại học Quản trị Kinh doanh Khoa Quản trị kinh doanh Phòng Hành chính Trường Đại học Khoa học Xã hội | - | Thương mại quốc tế | Trường Quản trị kinh doanh | Đại học Khoa học Xã hội học Quản trị Kinh doanh ∙ Phòng Kinh tế ∙ Học sinh Quan hệ quốc tế sẽ có tùy chọn để kết nối giữa các trường đại học | - | Trang chủ Kinh tế & Công nghệ | Sở Giáo dục Trang chủ Kinh tế | Cao đẳng Kỹ thuật Trường Xây dựng Kiến Trúc ∙ Trường Cơ khí Đại học Giáo dục Khoa Kinh tế gia đình Giáo dục Đại học Khoa học Ứng dụng công nghiệp Khoa Công nghệ thực vật | - | Trò chơi & Hoạt hình | Khoa thiết kế công nghiệp | Trường Cao đẳng Công nghiệp Khoa học Khoa Hệ thống thông tin trường Cao đẳng Nghệ thuật Phòng Thiết kế công nghiệp sinh viên sẽ có tùy chọn để mạng giữa các trường đại học |

### Tỉ lệ nhập học của khoa
Tỷ lệ nhập học tại Đại học Chung-Ang là 15,41% dựa trên số liệu thống kê năm 2011. (17,709 ứng cho 2.730 địa điểm)

### Số lượng sinh viên quốc tế và sinh viên trao đổi
Số sinh viên quốc tế tại Đại học Chung-Ang đạt khoảng 2.000. Khoảng 200 sinh viên trao đổi được nhận vào Đại học Chung-Ang mỗi năm.
| Khoa | Tỷ lệ nhập học (%) | - | Cao đẳng Nhân văn | 7.11 | - | Đại học Khoa học Xã hội | 5.9 | - | Trường Đại học Khoa học Tự nhiên | 6 | - | Đại học Kỹ thuật | 7.02 | - | Đại học Giáo dục | 5.56 | - | Đại học Kinh doanh và Kinh tế | 5.89 |

## Khuôn viên trường

### Khuôn viên Seoul
Thư viện
-Đại học Chung-Ang là nhà của hai thư viện: Thư viện Trung tâm và Thư viện Luật.
-Công việc đổi mới Thư viện Trung tâm được hoàn thành vào tháng 8 năm 2009, do đó phải nới rộng diện tích để phù hợp với 3.400 buồng vệ sinh cá nhân, phòng học, phòng dạy kèm, một E-Lounge, và vườn CAU, cũng như cung cấp quyền truy cập vào báo điện tử, bảng thông báo và bảng ghi nhớ, hơn 14,258.2 ㎡ (4.320 pyeong) đất. Thư viện đã tích lũy được hơn một triệu cuốn sách và bài báo, 2500 ấn phẩm, 80.000 tạp chí điện tử, 120 dữ liệu web, tất cả các luận văn được xuất bản bởi các sinh viên tốt nghiệp đại học, 27.000 dữ liệu gốc, và 40.000 bản sao của sách điện tử phù hợp cho dịch vụ.
-Thư viện Luật nằm trên tầng đầu tiên và thứ hai của tòa nhà Luật, nhà tập, sách tham khảo, tạp chí và tất cả dữ liệu trong và ngoài nước.
Tòa nhà Quản lý Chính: Trụ sở đại học có thể được nhìn thấy khi đi qua lối vào ở giữa. Tòa nhà màu trắng này là nơi mà các văn phòng của Thủ tướng, công tác sinh viên, công tác Tổng hợp và Khoa Quan hệ công chúng có thể được tìm thấy.
Quảng trường Giải phóng Nô lệ nằm ở trung tâm của trường đại học, được bao quanh bởi Hội trường Seorabol, Thư viện Trung tâm, Hội trường Hội Sinh viên. Khu vực này được các sinh viên tìm kiếm thư giãn, và cũng trong thời gian lễ hội.

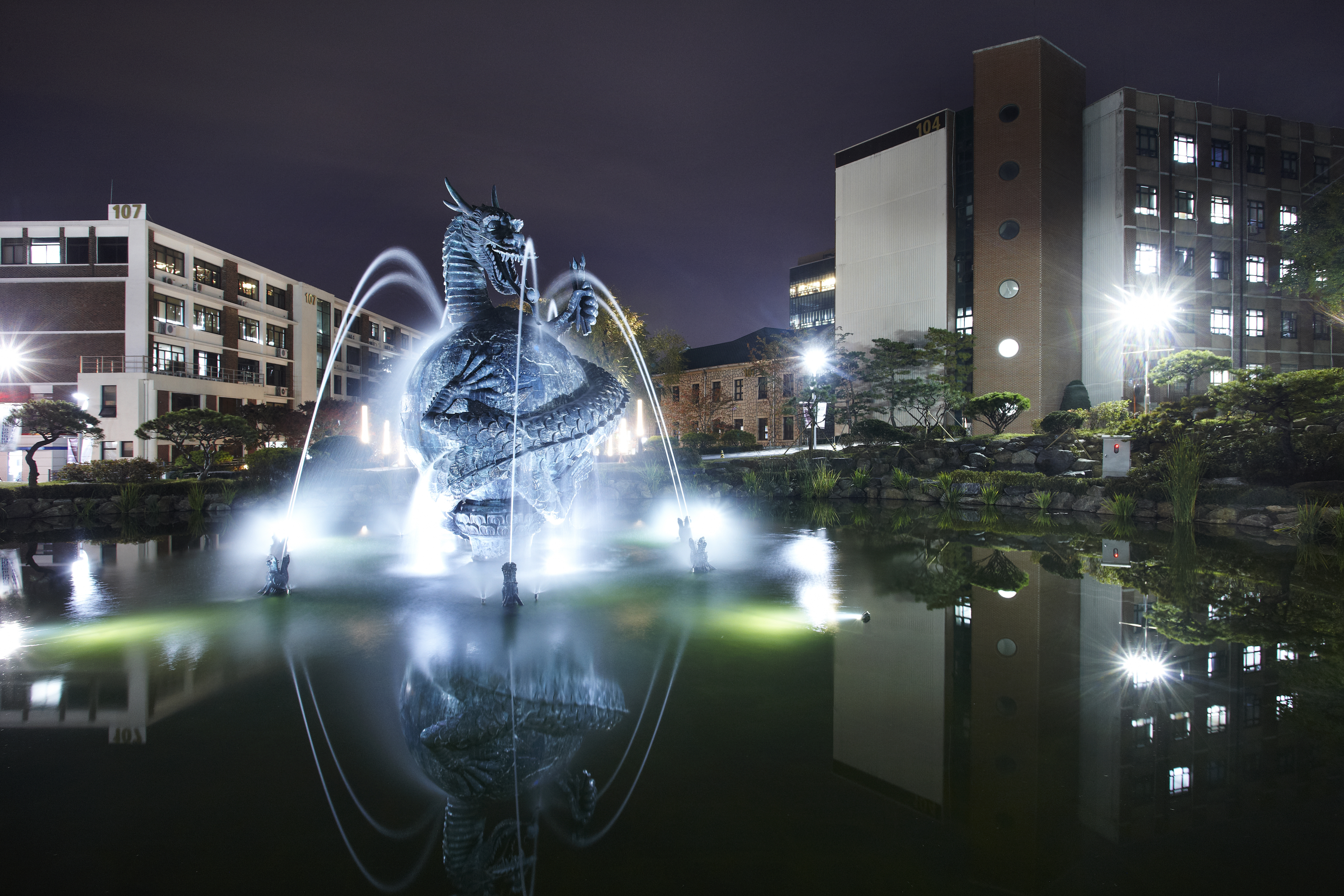
Hồ Rồng Xanh

Đài tưởng niệm Rồng Xanh và Hồ Rồng Xanh, nằm ở sát bên lối vào giữa, đã được lắp đặt vào năm 1968 để chúc mừng kỷ niệm 50 năm của trường. Đài tưởng niệm Rồng Xanh mô tả thời điểm bay lên cao của nó khỏi sự bao bọc của Trái Đất, với phước lành của bảy con rồng thu nhỏ, và là biểu tượng của sự thịnh vượng của Đại học Chung-Ang.
Hội trường Hội Sinh viên & Cung Văn hóa Sinh viên. Hội trường Hội Sinh viên là nơi cư trú của hội sinh viên và các quán ăn, bao gồm giữa những phòng khác. Cung Văn hóa Sinh viên là nơi có các tờ báo sinh viên, Mạng lưới Phát thanh UBS, và Văn hóa Chung-Ang.

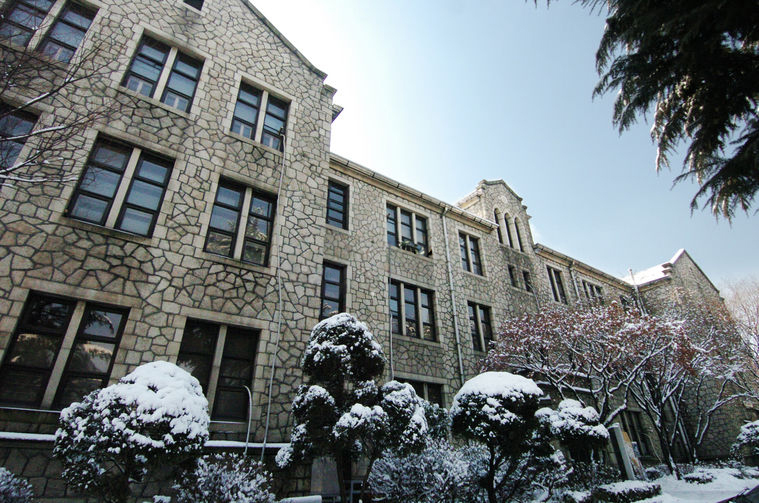
Hội trường Young-shin (bldg.101)

Hội trường Young-Shin, nằm gần cổng chính, đã được hoàn thành tháng 5 năm 1938. Trong một thời gian áp bức trong lịch sử Hàn Quốc, khi thực dân Nhật Bản đã cấm thu viện trợ tài chính tại địa phương, đóng góp đã được tích lũy từ Mỹ. Do đó Phong trào Pfeiffern đã được nảy sinh.
Tòa nhà Đại học là Đại học Luật (Tòa nhà Luật), Hội trường Seorabol, Hội trường Bobst, Hội trường Pfeiffer, Đại học Khoa học Tự nhiên (Tòa nhà Khoa học Tự nhiên), Trường Y khoa (Tòa nhà Y tế), Đại học Dược (Tòa nhà Dược) và Viện Nghệ thuật biểu diễn.
Tòa nhà Đại học Luật, xây dựng vào năm 2007, được chia sẻ bởi các Trường Quản trị Kinh doanh, Trường Đại học Giáo dục và Đại học Luật. Tiện nghi bao gồm nhà ăn sinh viên và nhà ăn nhân viên, phòng máy tính, thư viện pháp luật, hội trường và phòng sau đại học.

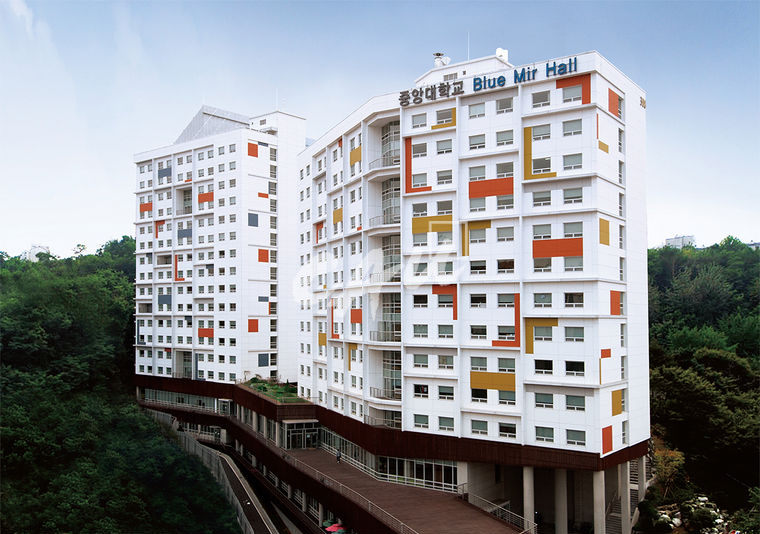
Hội trường Blue Mir (tòa nhà 308)

Hội trường Blue Mir được xây dựng vào tháng 8 năm 2010. Nó có thể chứa 955 học sinh, và đã được trang bị với các nhà hàng, cửa hàng tiện lợi, dụng cụ thể thao và quán cà phê.
Hội trường Seorabol là một tòa nhà tám tầng trên từ Đại học Luật, nhà của Cao đẳng Nghệ thuật tự do và Đại học Giáo dục.
Hội trường Bobst - là cái đầu tiên trong hai Công trình Kỹ thuật, các không gian được sử dụng chủ yếu bởi các sinh viên Cơ khí, Kỹ thuật Điện và Điện tử và Công nghệ Hóa học. Tòa nhà tọa lạc phía sau Cung Văn hóa sinh viên, và được trang bị với một số thư viện và nhà ngăn nghiên cứu.
Công trình Kĩ thuật 2 bổ sung vào tòa nhà kỹ thuật đầu tiên. Không gian được sử dụng chủ yếu bởi các sinh viên của Khoa học và Kỹ thuật Máy tính và Kỹ thuật kiến trúc, làm việc trong các phòng thí nghiệm máy tính và phòng thí nghiệm thiết kế.
Tòa nhà Khoa học Tự nhiên được xây dựng bằng gạch đỏ đặc biệt và là nơi cư trú của Khoa Vật lý, Hóa học, Khoa học đời sống và Toán Thống kê.
Tòa nhà Y tế' được chia ra hai nơi trong vùng lân cận của Hội trường Hội Sinh viên và Thư viện Trung tâm, và do đó bao gồm các Tòa nhà Y tế 1 và Tòa nhà Y tế 2.

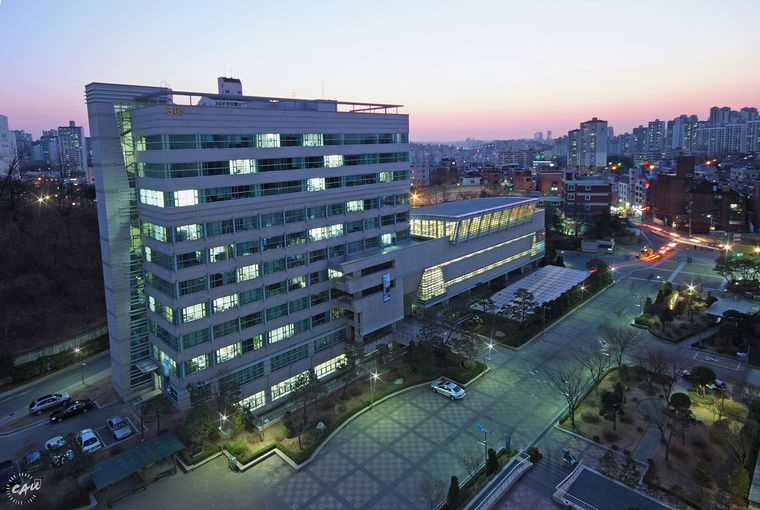
Tòa nhà Văn phòng Giáo sư và Phòng thể dục (tòa nhà 308)

nơi rất tự hào có một loạt các phòng thí nghiệm. Trung tâm R & D nằm cạnh cổng chính đang được xây dựng.
Tòa nhà Trung tâm Nghệ thuật, còn được biết đến là Sân khấu Truyền thông và Biểu diễn, là sân khấu dành cho Trường Truyền thông Đại chúng và Trường Điện ảnh và Nghiên cứu Phim. Hoạt động đại học và các buổi biểu diễn được tổ chức tại hội trường của nơi này.
Phòng thể dục có vị trí ngay bên lối vào sau với Trung tâm Nghiên cứu Giáo sư. Những khoảng sân là nơi tổ chức Hội thảo Nghề nghiệp mỗi học kỳ.

### Khuôn viên Anseong
Khuôn viên Anseong nằm ở Daedeok-myeon, Anseong-si, Gyeonggi-do. Khuôn viên thứ hai này được thành lập vào năm 1979, sau ghi nhận Chung-Ang là một trường đại học vào năm 1948.
Đại học Phường Nghệ thuật bao gồm bốn tòa nhà, bao gồm Hội trường Modelling, Nhà hát, Hội trường Thủ công mỹ nghệ, và Hội trường Điêu khắc. Trường Cao đẳng Nghệ thuật là một viện nghệ thuật dạy mười thể loại, từ văn học, tác phẩm điêu khắc và hiệu suất thị giác và thiết kế. Các khóa học được mở ra cho học sinh như Viết Sáng tạo, Tranh Hàn Quốc, Tranh Tây, Nghệ thuật & Thủ công mỹ nghệ, Nhiếp ảnh, Khiêu vũ, Điêu khắc, và Thiết kế Công nghiệp.
Đại học Phường Âm nhạc nằm trong ba tòa nhà: Tòa nhà Âm nhạc 1, Tòa nhà Âm nhạc 2, và tòa nhà thứ ba tên là Hội trường Âm nhạc Young-Shin. Trường Đại học Âm nhạc chủ yếu được lui tới bởi sinh viên của khoa Nghệ thuật phổ nhạc, Giọng hát, Piano và Dàn nhạc cụ.

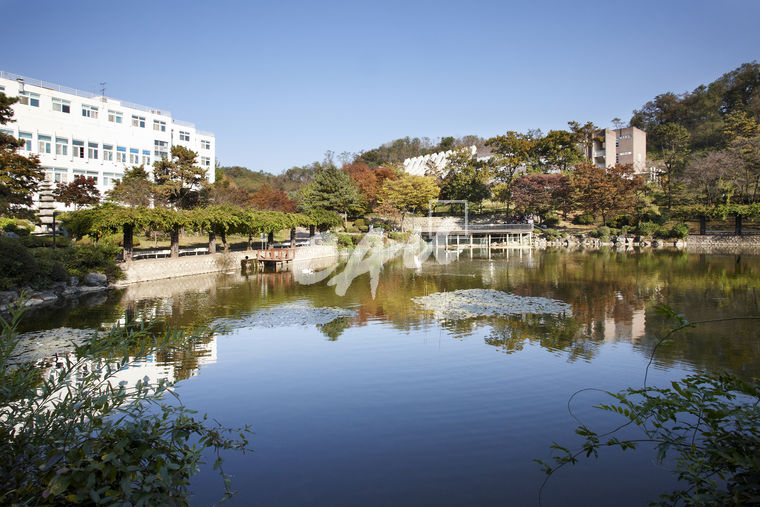
Nhà hát Bên bờ hồ CAU

-Tòa nhà Âm nhạc Hàn Quốc một đoạn đi bộ xuống con đường nằm giữa những Tòa nhà Âm nhạc và Hội trường Âm nhạc Shin-Young, trước Sân khấu Water Surface. Tất cả các khu vực của Tòa nhà Âm nhạc Hàn Quốc được mở cửa cho công chúng. Nhà hát và sảnh nằm trên tầng hai với dạng một khu trưng bày, trong khi các phòng thực hành kín dành cho sinh viên nằm trên tầng ba.
Nhà hát Bên bờ hồ là một sân khấu được dựng lên ở bên cạnh một hồ nước, được coi như là một sân khấu ngoài trời cho những buổi biểu diễn mùa hè. Khu vườn xung quanh được trang bị cây cối và băng ghế.

## Hoạt động của sinh viên
| Phân loại                     | Danh sách hoạt động của sinh viên |
| ----------------------------- | --- |
| Nghệ thuật Biểu diễn          | M&M, 다씨사이드, Khiêu vũ Thể thao, 새날지기, 영죽무대, 청룡합창단, 타박네, 가람터, 누리울림, 루바토, 멜로스, Thi tài, Rồng Xanh, 피카통                     |
| Nghệ thuật Tự do              | UNSA, 미생마, YOUTHHOSTEL, KUSA |
| Nghiên cứu Văn hóa            | 만화두레, 문학동인회, Nghệ thuật, 반영, Nhiếp ảnh, Thư pháp                                                                                                  |
| Từ thiện                      | MRA, RCY, 사랑터, 손짓사랑, 푸름회 |
| Nghiên cứu Xã hội             | 비꼼, 참역사배움터, 현상스케치, Chủ nghĩa Nhân văn |
| Truyền thống/Phong tục/Di sản | 민탈, 소래얼, 진달래, 한백사위 |
| Tôn giáo                      | CARP, Cộng đồng Công giáo, Cộng đồng Phật giáo, Cộng đồng Do Thái giáo, CAM, CBA, CCC, CUSCM, SCA, UBF                                                       |
| Thể thao                      | CABO, LOVE4T, Rendezvous, 리베로, Bóng bầu dục, 날파람, Cộng động Thể hình, 의혈검, Judo, Kiếm đạo, 라이너스, Leo núi, Trượt tuyết, Lặn, Du thuyền, 하늘지기 |
| Học viện                      | CECC, CECOM, COMP, HAM, TRC, 셈틀, Cosmos |

## Trung tâm Y tế
Bệnh viện Đại học Chung-Ang, mới có được ở Heukseok-dong vào ngày 18 tháng 1 năm 2011, được quản lý bởi 82 giảng viên y tế, và tạo điều kiện cho 870 giường bệnh trên 23.055 mét vuông đất. Bệnh viện cung cấp quyền truy cập vào đào tạo tại chỗ, và phục vụ các nhu cầu sức khỏe của người dân địa phương. Công cuộc đổi mới đang được thực hiện để tăng cường hơn nữa nguồn lực. Nó bao gồm hai tòa nhà của Chung-Ang và Da-jeong.

## Sinh viên nổi tiếng
- Ha Jung Woo, diễn viên, đạo diễn
- Jung Kyung Ho, diễn viên
- Lee Jae-wook, diễn viên, người mẫu
- Kim Hyun Soo, diễn viên
- Bae Jong-ok, diễn viên
- Choi Jin Sil, cố diễn viên
- Choi Soo-young, thành viên nhóm nhạc nữ Girls' Generation
- Choi Woo-hyuk, diễn viên
- Choi Woo-shik, diễn viên
- Go Ara, diễn viên
- Goo Ha-ra, cựu thành viên nhóm nhạc Kara
- Hong Sang-soo, đạo diễn
- Hyun Bin, diễn viên
- Im Ho, diễn viên
- Jeon In-hwa, diễn viên
- Jin Se-yeon, diễn viên
- Kang Ha Neul, diễn viên
- Kim Bum, diễn viên
- Kim Hee Sun, diễn viên
- Kim Ju-yeong, nhà văn
- Kim Kang-woo, diễn viên
- Kim Rae-won, diễn viên
- Kim So Eun, diễn viên
- Kim Soo Hyun, diễn viên
- Kwon Yuri, thành viên nhóm nhạc nữ Girls' Generation
- Lee Beom-soo, diễn viên
- Lee Jung-hyun, ca sĩ và diễn viên
- Lee Min-ho (sinh năm 1993), diễn viên
- Lee Yoon-ji, diễn viên
- Luna (ca sĩ), thành viên nhóm nhạc nữ f(x)
- Oh Hyun-kyung, diễn viên
- Park Shin Hye, diễn viên
- Park Ye-jin, diễn viên và ca sĩ
- Ryu Deok-hwan, diễn viên
- Ryu Seung-Woo,cầu thủ bóng đá
- Seung Ri, thành viên nhóm nhạc nam Big Bang
- Shin Ae-ra, diễn viên
- Shin Dongho, thành viên nhóm nhạc nam U-KISS
- Shin Se-kyung, diễn viên
- Yoo Ji-tae, diễn viên and director
- Yoon Eun-hye, diễn viên
- Nam Goong Min, diễn viên
- Park Ji-hoon, thành viên nhóm nhạc nam Wanna One
- Jeon So-yeon, thành viên nhóm nhạc nữ (G)I-DLE
- Yeo Jin Goo Diễn viên
- Lee Yong, Cầu thủ bóng đá
- Lee Dohyun, diễn viên
- Kim Hee Ae, diễn viên
- Kang Han Na, diễn viên
- Nam Da Reum, diễn viên

## Phụ lục

#### CAU2018+
CAU 2018 được xây dựng dựa trên những thành tựu của Dragon 2018, và vạch ra các kế hoạch cải thiện phát triển Đại học Chung-Ang như các mục tiêu ngắn hạn có thể đạt được, với mục đích cuối cùng là được liệt kê trong 100 trường đại học quốc tế nổi tiếng vào năm 2018, kỷ niệm Đại học Chung-Ang được 100 năm. Việc thực hiện sẽ được tách ra thành Kế hoạch Trồng Người Chung-Ang, Kế hoạch Đội hình Chung-Ang và Kế hoạch xây dựng Chung-Ang, cho giáo dục, nghiên cứu và môi trường tương ứng.